# Carl Meurling (konstnär)

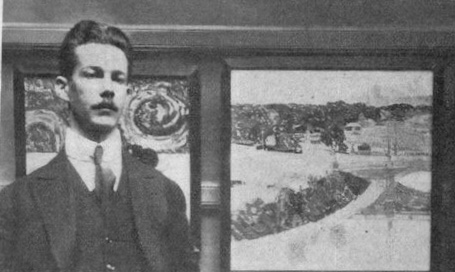
Carl Meurling framför en av sina målningar på en av Göteborgs Konstförenings utställningar i Valandhuset, 1911.

Carl Oskar Meurling, född 19 april 1879 i Hakarps församling (Huskvarna), död 6 maj 1929 i Göteborg, var en svensk målare, grafiker och teckningslärare.
Meurling var son till arbetaren Carl Oskar Mörling och Johanna Sofia Jönsson. Han utbildade sig till litograf i Stockholm och arbetade efter studierna under fyra år som litograf i Helsingfors. Han gjorde även illustrationer för bland annat Hvar 8 dag, och gjorde teckningar för både svensk och utländsk skämtpress. 1907 flyttade han till Göteborg där han först studerade vid Valands målarskola innan han tillträdde en tjänst som bokkonst- och teckningslärare vid Slöjdföreningens skola 1912-1916. Han gjorde minst tre affischer i anslutning till Jubileumsutställningen i Göteborg 1923, varav två var för internationella luftfartsutställningen i Göteborg 1923 (ILUG 1923). Hans konstproduktion är mycket sparsam eftersom han var mycket självkritisk och många av hans verk skars sönder innan de visats upp offentligt. Hösten 1930 arrangerade Göteborgs Konsthall en minnesutställning över honom. Hans konst består huvudsakligen av bilder från Fjällbacka, Rörö och Göteborgs stad. Meurling är begravd på Östra kyrkogården i Göteborg.